# Biserna rijeka
Biserna rijeka ili Zhu Jiang, dužine od 2200 km, treća je najveća rijeka u Kini (nakon Yangtze i Huang Ho). 
Rijeka se nalazi na jugu zemlje, a teče od Yunnana do Južnog kineskog mora. Delta Biserne rijeke nalazi se između Hong Konga i Makaoa. U Kini je poznata i pod imenima Jiang Yue i Guangdong. 
Naziva se Biserna rijeka po malom Bisernom otoku, koji se sastojao samo od pijeska. Prije se nalazio usred rijeke, a sada je uz obale rijeke. To je uzrokovano promjenama u toku rijeke.
Pritoci Biserne rijeke su: rijeke Xi Jiang (Zapadna rijeka), Bei Jiang (Sjeverna rijeka) i Dongjiang (Istočna rijeka). Ona teče kroz pokrajine Guangdong, Guangxi, Yunnan i Guizhou.

## Zemljopisne karakteristike
Biserna rijeka nastaje spajanjem rijeka Xi Jiang (Zapadna rijeka), Bei Jiang (Sjeverna rijeka), Dong Jiang (Istočna rijeka) 70 km iznad grada Guangzhou, nakon toga teče prema svom ušća u Južno kinesko more, gdje formira veliku deltu površine 7 500 km², koja se prostire u dubinu od Guangzhoua do Makaoa,a uz obalu sve do otoka Lantau kod Hong Konga.
Rukavac koji teče kroz Guangzhou (nekadašnji Kanton) nekad je bio širok preko 2 km, pa su ga zvali Biserno more, vremenom se suzio - tako da je danas širok samo 180 m. Danas se uz njegove obale proteže slobodna poduzetnička zona, jedna od najbrže rastućih privrednih regija Kine.
Biserna rijeka zajedno sa Xi Jiangom ima porječje veliko oko 452 000 km², koje se proteže po kineskim provincijama; Guangdong, Guangxi, Yunnan i Guizhou.
Ime rijeke je po predanju vezano uz veliku stijenu u njenom koritu, koja je bila toliko obla da je nalikovala na veliki sjajni biser.